# Anthony Ingruber
Anthony Ingruber (* 5. Februar 1990 auf den Philippinen) ist ein kanadischer Schauspieler.

## Leben
Als Sohn eines Diplomaten wurde Anthony Ingruber 1990 auf den Philippinen geboren. Aufgewachsen ist der Kanadier jedoch in Australien, Neuseeland, Zypern, den Niederlanden und Kanada. In Kanada besuchte Ingruber eine Schauspielschule, darüber hinaus nutzte er Internetplattformen, um seine Schauspielleistungen zu veröffentlichen.
Überwiegend spielte Ingruber verschiedene Nebenrollen in einzelnen Episoden von Fernsehserien. Im Jahr 2008 veröffentlichte er auf dem Videoportal YouTube ein Video, in dem er Szenen aus Krieg der Sterne von Harrison Ford nachstellte. Durch seine deutliche Ähnlichkeit zum US-Amerikaner erlangte er vor allem im Internet eine gewisse Bekanntheit. Bereits im Jahr 2009 hatte Ingruber in Avatar – Aufbruch nach Pandora eine sehr kleine Komparsenrolle als Techniker, welche nicht im Abspann aufgelistet war. Sein YouTube-Video mit der Han-Solo-Darbietung verhalf Anthony Ingruber dazu, seine erste richtige Spielfilmrolle im Drama Für immer Adaline zu bekommen. In diesem Film ergänzt er Harrison Fords Figur in verschiedenen Rückblenden. Durch seine Arbeit an Für immer Adaline und die durch seine Han-Solo-Imitation erzeugte Aufmerksamkeit unter Fans sprach er, neben hunderten anderen Schauspielern, auch für die Rolle des Han Solo in Solo: A Star Wars Story vor, konnte sich jedoch nicht gegen Alden Ehrenreich durchsetzen.

## Filmografie (Auswahl)
- 2009: Avatar – Aufbruch nach Pandora (Avatar)
- 2010: Die Tochter von Avalon (Avalon High, Fernsehfilm)
- 2015: Für immer Adaline (The Age of Adaline)
- 2023: Indiana Jones und das Rad des Schicksals (Indiana Jones & The Dial Of Destiny)